# Franz Kulstrunk
Franz Kulstrunk (* 5. Februar 1861 in Radstadt; † 8. Dezember 1944 in Salzburg) war ein österreichischer Maler und Zeichenlehrer (ab 1908 im Ruhestand).

## Leben
Franz Kulstrunk war ein Vertreter der konservativen Salzburger Künstlerschaft, der in der Nachfolge von Josef Mayburger und im Gegensatz zu der Kunstbewegung des Wassermanns stand. Er malte Gebirgs-, Fluss- und Moorlandschaften. Auch unzählige Postkartenbilder stammen von ihm. Geläufig sind auch seine volkskundlichen Forschungen (Trachtenstudien). 

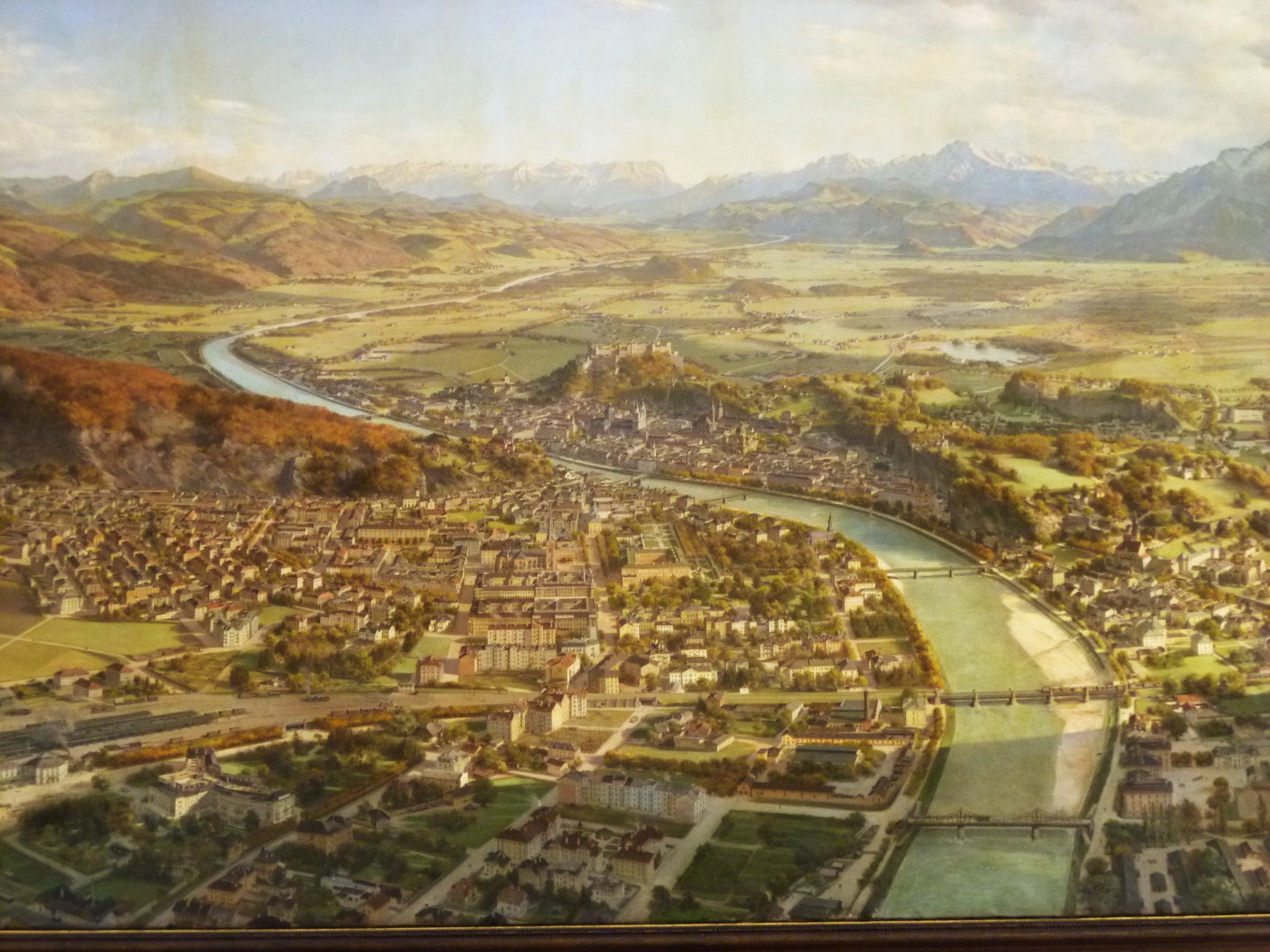
Salzburg im Jahre 1916 von Franz Kulstrunk

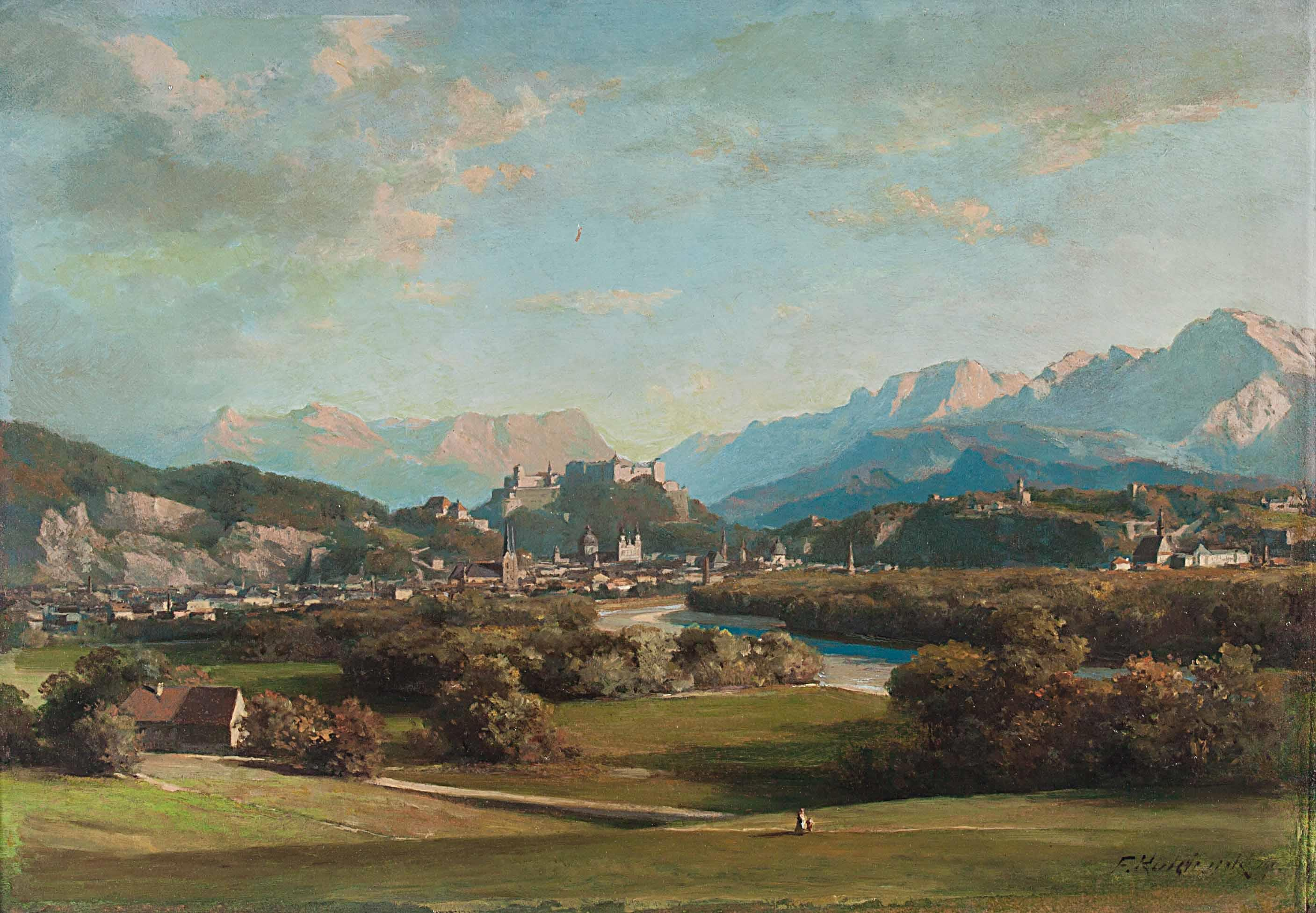
Panoramablick von Maria Plain auf Salzburg

## Werk
Bekannt ist sein Kolossalgemälde der Stadt Salzburg (1916), das sich im Salzburger Rathaus befindet. Das Bild entstand auf konstruktivem Weg aus einer Vielzahl von Teilbildern nach der Natur. Standort des Betrachters ist drei km nördlich der Staatsbrücke in 1000 m Höhe. 
Auch hat er Aquarelle einer Vielzahl von Burgen und Schlössern in Oberösterreich nach Stichen von Georg Matthäus Vischer nach der 1674 erschienenen Topographia Austriae superioris modernae angefertigt.